# Frank Tipper
Pour les articles homonymes, voir Tipper.
Frank Tipper surnommé Mugsy Tipper (19 août 1909, Douglas, Île de Man, Royaume-Uni - 20 septembre 1963, Los Angeles, Californie) était un animateur américain d'origine anglaise. Il a travaillé dans plusieurs studios dont les studios Disney et Warner Bros. Cartoons.

## Filmographie
- 1931 : The Spider and the Fly (Silly Symphony de Disney)
- 1931 : The Fox Hunt (Silly Symphony de Disney)
- 1932 : The Bears and the Bees (Silly Symphony de Disney)
- 1932 : Bugs in Love (Silly Symphony de Disney)
- 1932 : Des arbres et des fleurs (Silly Symphony de Disney)
- 1932 : Rien qu'un chien (Silly Symphony de Disney)
- 1933 : The Wizard of Oz
- 1934 : Honeymoon Hotel
- 1934 : Buddy's Trolley Troubles
- 1934 : How Do I Know It's Sunday
- 1934 : The Girl at the Ironing Board
- 1934 : Pop Goes Your Heart
- 1934 : Viva Buddy
- 1935 : Buddy's Pony Express
- 1938 : Boy Meets Dog (en)
- 1938 : Problem Child
- 1938 : The Cheese Nappers
- 1938 : Voodoo in Harlem
- 1938 : Big Cat and the Little Mouse
- 1938 : Hollywood Bowl
- 1938 : Sailor Mouse
- 1939 : Crackpot Cruise
- 1939 : Birth of a Toothpick
- 1939 : Bola-Mola Land
- 1939 : Snuffy's Party
- 1939 : Scrambled Eggs (en)
- 1940 : Knock Knock
- 1941 : Scrub Me Mama with a Boogie Beat
- 1941 : $21 a Day Once a Month
- 1942 : Mother Goose on the Loose
- 1942 : The Loan Stranger
- 1955 : Les Survivants de l'infini (This Island Earth)
- 1956 : Woodpecker from Mars
- 1958 : Roquet belles oreilles (The Huckleberry Hound Show) (décors, série télé)